# Pastinachus
Genre
Pastinachus est un genre de raies de la famille des Dasyatidae.

## Liste des espèces
Selon World Register of Marine Species (2 septembre 2016) :
- Pastinachus atrus (MacLeay, 1883) -- Indonésie et Australie nord-est
- Pastinachus gracilicaudus Last & Manjaji-Matsumoto, 2010 -- Indonésie
- Pastinachus sephen (en) (Forsskål, 1775) -- de la Mer Rouge aux Philippines
- Pastinachus solocirostris (en) Last, Manjaji & Yearsley, 2005 -- Indonésie et Malaisie
- Pastinachus stellurostris Last, Fahmi & Naylor, 2010 -- Indonésie

Phylogénie du genre.

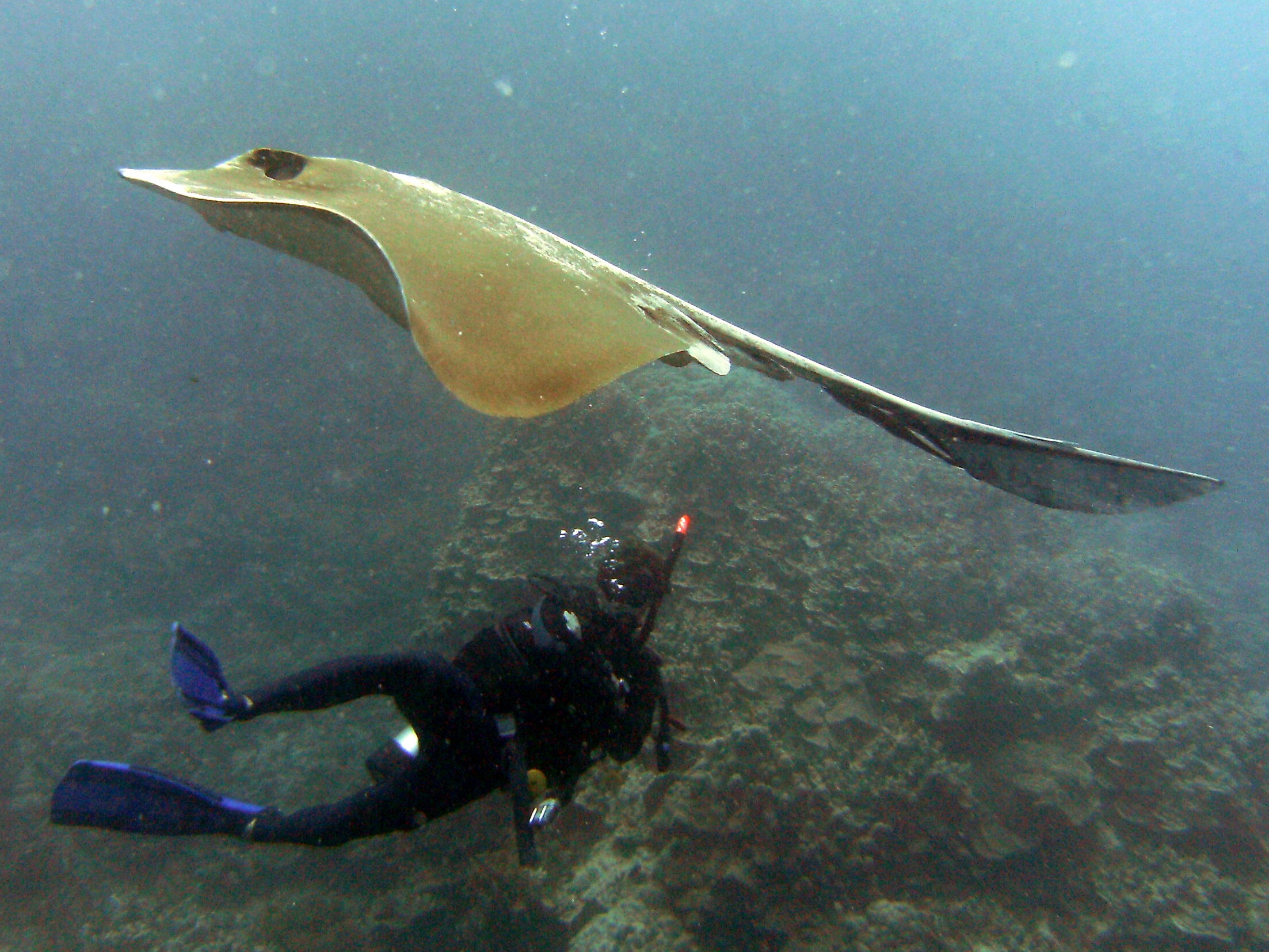
Pastinachus atrus
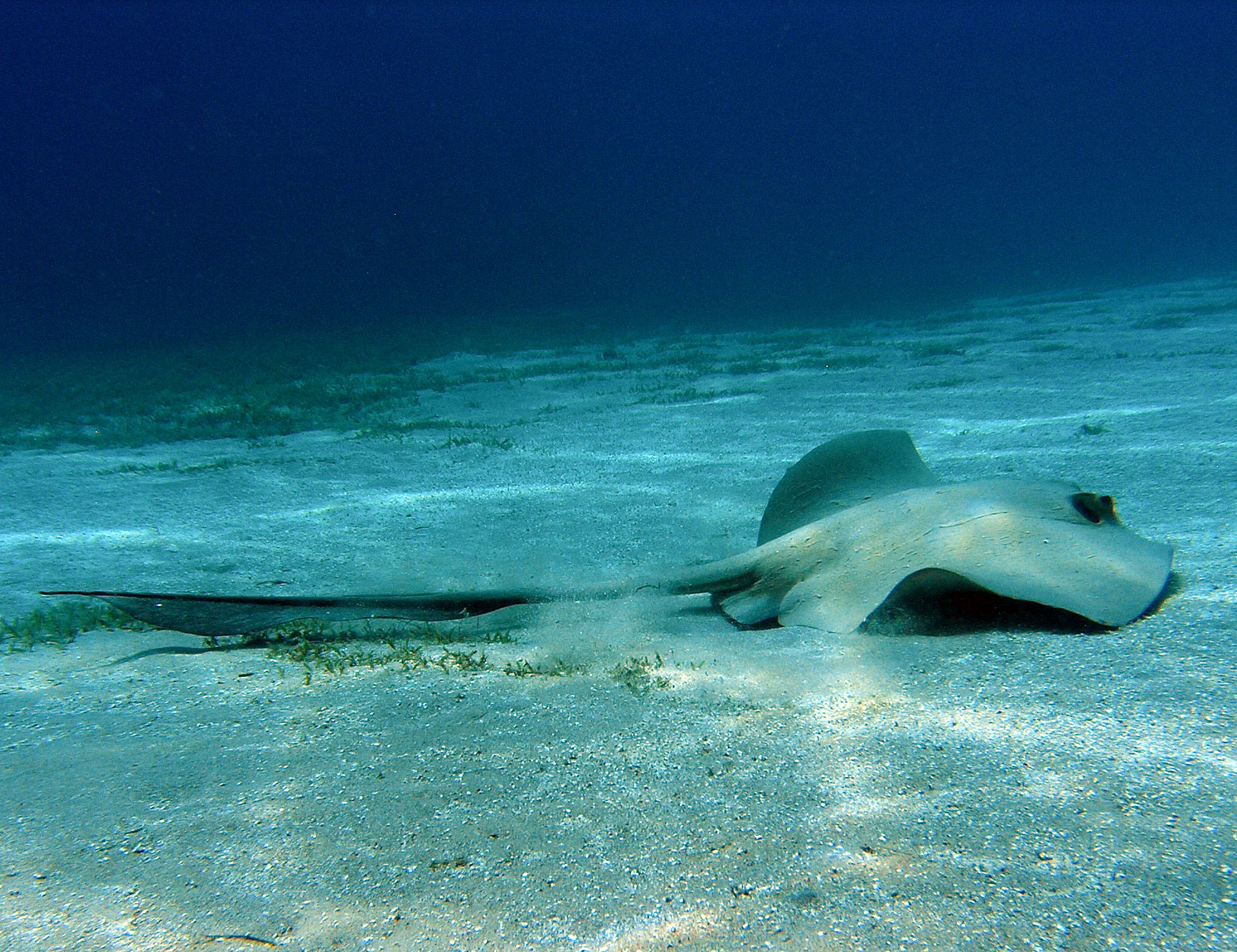
Pastinachus sephen